# IFC Midnight
IFC Midnight – oddział amerykańskiej wytwórni filmowej IFC Films, zajmujący się dystrybucją filmów gatunkowych.

## Wybrana filmografia
- 2009: Dead Hooker in a Trunk
- 2009: Ludzka stonoga
- 2010: Red White & Blue
- 2010: Undocumented
- 2010: Plaga wampirów
- 2010: Reset
- 2010: Spiderhole
- 2011: Autoerotic
- 2011: Ludzka stonoga 2 (dystrybucja tylko w USA)[3]
- 2012: Bankomat
- 2012: Nadprzyrodzony pakt (dystrybucja)
- 2015: Ludzka stonoga 3 (dystrybucja)